# Noto
Noto er en italiensk by (og kommune) i regionen Sicilien i Italien, med omkring 24.264(2023) indbyggere.  